# 王道良
王 道良（おう どうりょう、生没年不詳）は、欽明天皇の在位中である554年に、百済が倭国に貢上したとされる易博士である。王道良は、漢の朝鮮植民地楽浪郡の楽浪王氏の漢人遺民とみられる。

## 概要
『日本書紀』は、513年に百済は五経博士段楊爾を貢したが、3年後に段楊爾を帰国させ、かわって漢高安茂を貢し、554年に固徳馬丁安にかえ、易博士王道良、五経博士王柳貴、易博士王保孫、医博士王有㥄陀、採薬師潘量豊、固徳丁有陀を倭国に貢した（貢した＝「貢ぎ物を差し上げる」）と記録している。
継体欽明朝に、五経博士段楊爾、五経博士王柳貴、易博士王道良などが百済王の命を受け、相次いで倭国へ赴き、高句麗の五経博士漢高安茂なども渡日したが、倭国に渡った儒学者の多くの原籍が楽浪王氏の漢人遺民であることは偶然ではなく、基本的には信じられる。
前川明久は、王道良の貢上は「512年から513年に任那割譲によって領土を拡大した百済が大和朝廷に与えた代償」と指摘している。
『日本書紀』に読まれる歴史構成を批判的に検討する文献学的な批判があり、継体欽明朝に五経博士・易博士が百済から交代派遣されたとする伝説伝承は、事実とは認め難いとする指摘もある。